# M.U.L.E.
M.U.L.E. is een computerspel dat werd ontwikkeld door Ozark Softscape en uitgegeven door Electronic Arts. Het spel kwam in 1983 uit voor de Atari (8 bit) en de Nintendo Entertainment System. Het speelveld wordt van bovenaf weergegeven.

## Platforms
| Jaar | Platform                  |
| ---- | ------------------------- |
| 1983 | Atari 8-bit, Commodore 64 |
| 1985 | PC Booter                 |
| 1987 | PC-88                     |
| 1988 | MSX, Sharp X1             |
| 1990 | NES                       |

## Ontvangst
| Beoordeeld door                     | Platform     | Datum           | Score |
| ----------------------------------- | ------------ | --------------- | ----- |
| Computer Gaming World (CGW)         | PC Booter    | november 1992   | 100%  |
| Computer Gaming World (CGW)         | Atari 8-bit  | november 1992   | 100%  |
| Computer Gaming World (CGW)         | Commodore 64 | november 1992   | 100%  |
| The Video Game Critic               | NES          | 22 april 2001   | 91%   |
| Micro 7                             | Atari 8-bit  | april 1984      | 83%   |
| Digital Press - Classic Video Games | Atari 8-bit  | 8 februari 2004 | 80%   |
| Micro 7                             | Atari 8-bit  | januari 1984    | 67%   |
| Commodore User                      | Commodore 64 | augustus 1985   | 60%   |

## Trivia
- Het spel is opgenomen in het boek 1001 Video Games You Must Play Before You Die van Tony Mott.